# خوزه خواکین ماتوس
خوزه خواکین ماتوس (انگلیسی: José Joaquín Matos؛ زادهٔ ۶ مهٔ ۱۹۹۵) بازیکن فوتبال اهل اسپانیا است.
از باشگاه‌هایی که در آن بازی کرده‌است می‌توان به باشگاه فوتبال سویا اشاره کرد.